# Ånga

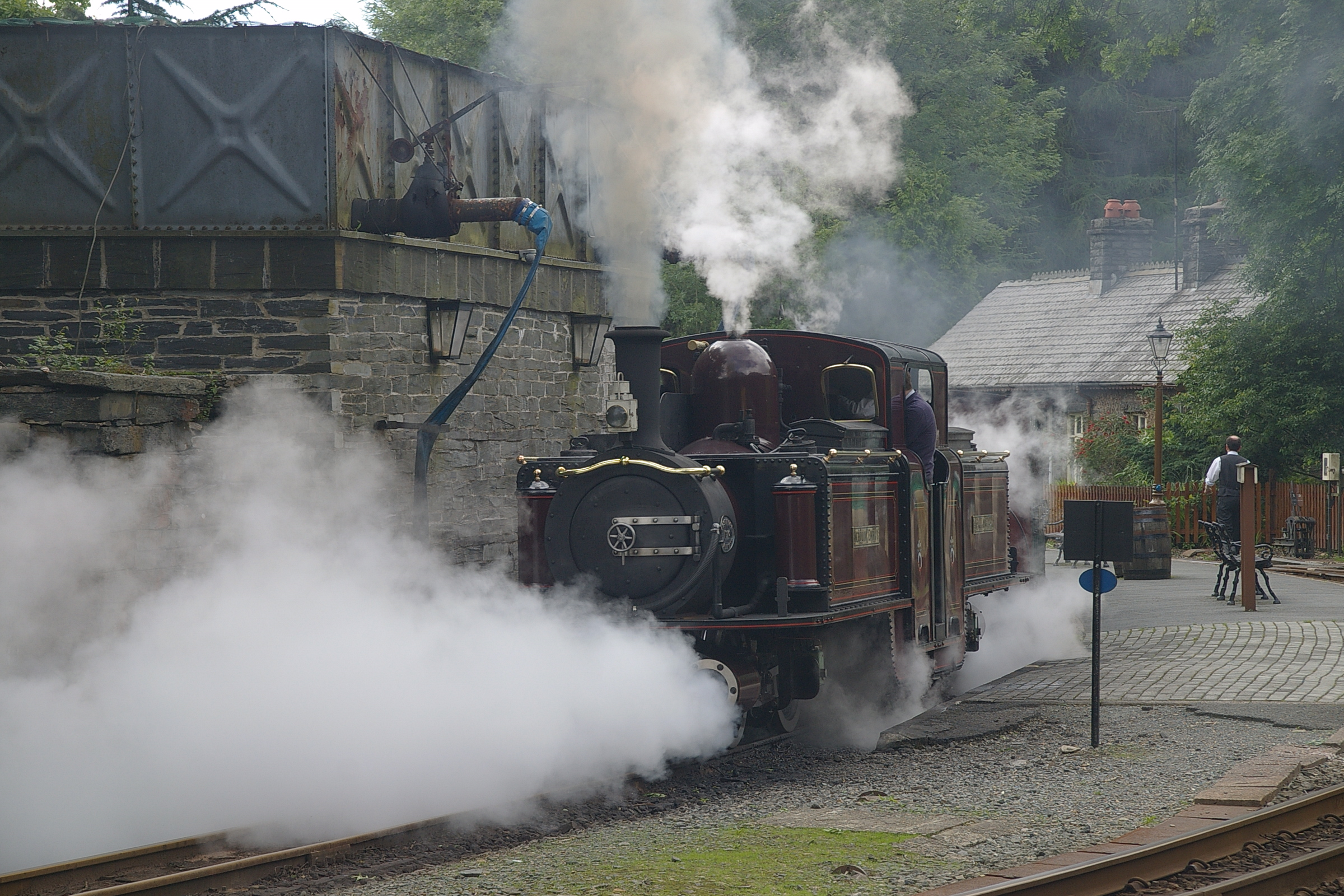
Ånga utsläppt från ett lokomotiv

Ånga är gasform av ett normalt sett flytande ämne, ofta i jämvikt med normalt luftryck. Ånga kan finnas i faserna "fuktig", "mättad" och "överhettad".
I praktiska tillämpningar och vardagligt språk avser "ånga" nästan uteslutande gasformigt vatten, som används bland annat för uppvärmning samt drift av ångturbiner och ångmaskiner.

## Tillstånd

### Fuktig ånga

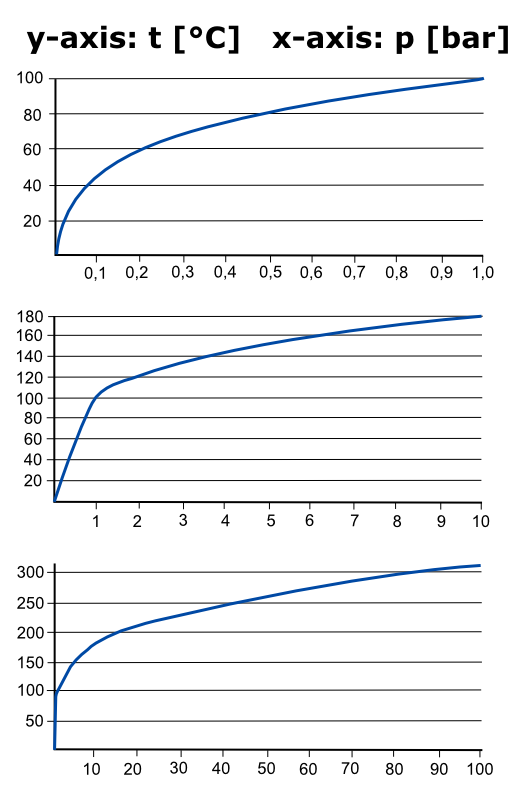
Ångbildningstemperatur vid olika tryck

Fuktig ånga är mättad ånga av ångbildningstemperatur som är i jämvikt med vätska av samma temperatur.  Ångbildningstemperaturen är beroende av det omgivande trycket där till exempel ångbildningstemperaturen för vatten vid normalt atmosfärstryck är mycket nära 100 °C, medan den vid till exempel vid 100 bars absoluttryck är drygt 300 °C. I ett diagram över en vätskas ångbildningstemperatur kallas kurvan mellan vätska och ånga för nedre mättningskurvan.
Fuktig ånga kan innehålla olika mängd vatten. Den del av den totala massan som har förångats är x och kallas för specifika ånghalten. Vattnet är därmed 1-x och kallas för mättad vätska.
Fuktig ånga som är i jämvikt med vatten av samma temperatur kommer att vidmakthålla ångbildningstemperaturen, och kommer inte att bli varmare vid tillförsel av värmeenergi, utan istället kommer denna energi att gå åt till att omvandla vattnet i vätskefas till ångfas. Ånga som bildas i ett öppet kärl, exempelvis en kastrull, kan därmed aldrig bli varmare än ångbildningstemperaturen.

### Mättad ånga
Mättad ånga är ånga av ångbildningstemperatur. Mättad ånga kan finnas i fuktig ånga, och när den inte innehåller något vatten (x=1) kallas den för torr mättad ånga.

### Överhettad ånga
Överhettad ånga är ånga med högre temperatur än ångbildningstemperaturen. Överhettad ånga kan därmed inte innehålla något flytande (eller fast) form av ämnet. Överhettad ånga kan inte skapas i en vanlig ångpanna utan den mättade ångan måste föras vidare till en överhettare. Man anger ofta hur mycket en ånga är överhettad i antal grader över mättnadstemperaturen.

## Förklaring
Ångans olika faser kan enklast förklaras genom att betrakta vätska som värms upp i ett kärl med konstant tryck. 
Vid uppvärmningens början befinner sig ämnet i vätskeform. Vid uppvärmning kommer denna vätska att expandera och kärlet kommer därmed att expandera.
När vätskan har uppnått ångbildningstemperaturen kommer den första ångbubblan att uppstå, vätskan kokar. Den ånga som bildas är mättad ånga, men eftersom även vatten finns kvar i kärlet ligger ångan i fasen fuktig ånga. Detta vatten har emellertid samma temperatur som ångan och kallas för mättad vätska.
Vid fortsatt tillföring av värme kommer mer och mer vätska att övergå i fasen mättad ånga. Under denna period kommer temperaturen inte att öka, utan den kommer att stanna vid ångbildningstemperaturen. Då gas har en mycket lägre densitet än vätska och därmed tar upp mycket större utrymme vid konstant tryck, kommer kärlet att expandera kraftigt.
När all den sista vattendroppen har kokat bort och övergått i ångfas, kallas ångan för torr mättad ånga. Om man fortsätter att tillföra värme, kommer temperaturen på ångan nu att börja öka igen och är nu i fasen överhettad ånga.